# Naturfilm, Kolding, Frederik VIII Besøg
Naturfilm, Kolding, Frederik VIII Besøg er en dansk film fra 1908 produceret af Nordisk Films Kompagni indeholdende dokumentariske optagelser med bl.a. kong Frederik 8. under dennes besøg i Kolding.

## Handling
Diverse optagelser fra Kong Frederik VIIIs kongerejse til Jylland sommeren 1908, hvor han besøger en række jyske byer. Filmen viser bl.a. kongens ankomst til Kolding Banegård den 29. juli, hvor han hilser på de fremmødte honoratiores (ses ca. i midten af filmen). Desuden scener fra forskellige steder i Kolding herunder fra Tivolianlægget, hvor vi ser et vue over Kolding by og fjord med Koldinghus i baggrunden, og fra Kolding Havn, hvor den lille damper "Frigga" lægger til kaj, og damperen "Freja" stævner ud. Hestevogne på mark. De kongelige på rundtur i byen. Festsmykkede gader med mange mennesker. Kosmorama Biograf Theater. Panorering Kolding by og fjord, Koldinghus i baggrunden. Jernbanestationen igen. Der tages afsked med de kongelige. Toget kører. Hornorkester gennem byen. Cykelpiger og fornemme hestekøretøjer. Optog gennem gaderne. Æresport og stort optog med hornorkester og mange mennesker. Kongen og dronningen kører i karet fra stationen. Filmen fremstår uredigeret.